# Bob Dylan and The Band 1974 Tour
Bob Dylan and The Band 1974 Tour es una gira del músico estadounidense Bob Dylan. La gira tuvo lugar a comienzos de 1974 con el respaldo del grupo The Band, quien había tocado anteriormente con Dylan como The Hawks. Supuso la primera gira después de su anterior gira mundial en 1966 entre la publicación de Highway 61 Revisited y Blonde on Blonde.

## Trasfondo
La gira, de cuarenta conciertos por veintiún ciudades, comenzó el 3 de enero de 1974 y finalizó el 14 de febrero del mismo año. La gira reunió a Bob Dylan con The Band tras el lanzamiento del álbum Planet Waves, en el que el músico también colaboró con el grupo. El lanzamiento supuso un regreso de alto perfil para los dos componentes del cartel. Aunque prácticamente todas las canciones eran familiares y podían ser consideradas éxitos, pocas sonaron similares a sus versiones originales. Las canciones de Dylan, en particular, fueron arregladas e interpretadas con una voz más potente, mientras que los experimentos de Garth Hudson con el Lowery String Symphonizer, uno de los primeros sintetizadores incrustados en un órgano Lowrey H25-3, enriqueció la paleta tímbrica de The Band. Un doble álbum en directo, Before the Flood, fue grabado durante la gira.
El primer concierto tuvo lugar en el Chicago Stadium de Chicago (Illinois), presenciado por un total de 18 500 personas. Dylan abrió el concierto con «Hero Blues», una canción inédita que el músico grabó en 1962. Durante dos horas, Dylan y The Band interpretaron sets alternativos divididos en tres categorías: Dylan tocando sus propias canciones con el respaldo de The Band, actuaciones acústicas en solitario, y un set de The Band interpretando sus propias canciones. Aunque Dylan tocó la armónica durante una versión del tema de Bobby Blue Bland «Share Your Love with Me», interpretada por Richard Manuel, The Band decidió no incluir a Dylan en sus subsiguientes actuaciones.
Con el siguiente concierto, la gira conllevó una fórmula estándar: un set de seis canciones de Dylan y The Band, un set de The Band en solitario de cinco temas, otras tres canciones de Dylan con The Band, un set acústico de Dylan en solitario, otro set de The Band con cuatro canciones, y un final conjunto. Al comienzo de la gira, Dylan interpretó varias canciones de Planet Waves, pero a medida que avanzó, dichos temas fueron desapareciendo gradualmente de la lista de canciones. Al final de la gira, solo «Forever Young» se mantuvo en lista. Temas como «Hero Blues» y «Nobody 'Cept You» fueron también interpretados en algunos de los primeros conciertos, pero dichas elecciones fueron eventualmente desapareciendo. Las composiciones tempranas de Dylan se vieron favorecidas, y a medida que la gira avanzaba, comenzaron a dominar por completo los conciertos. Tal y como escribió Nat Hentoff: «El sonido y el ritmo de Dylan son del pasado».
Dylan y The Band eran conscientes de la atmósfera nostálgica que rodeó a la gira, incluso a medida que modificaban el catálogo musical de Dylan con nuevos arreglos. Sin embargo, hubo momentos en que acontecimientos contemporáneos conectaron con la gira. Al respecto, cuando la gira comenzó, el escándalo del Watergate dominaba los titulares de los medios de comunicación estadounidenses. Una de las canciones más populares de la gira fue «It's Alright Ma (I'm Only Bleeding)». Interpretada durante el set acústico, provocaba aplausos durante el verso «Even the President of the United States sometimes must have to stand naked», que puede escucharse explícitamente en la grabación que aparece en Before the Flood.
Hacia el final de la gira, hicieron una parada en el Oakland Coliseum de Oakland (California). Dylan escribió en el diario de la gira que, aunque sentía que los conciertos en Oakland fueron positivos, los hizo en horas de sueño. Mientras tanto, los conciertos de Dylan fueron menos cohibidos, algo que el músico reconoció en una entrevista: «Cuando Elvis hizo "That's All Right" en 1955, tenía poder y sentimiento. En 1969, no tenía nada de poder. No había nada más que fuerza detrás de eso. Yo también caí en esa trampa. Mira la gira de 1974. Es una línea muy delgada la que tienes que caminar para estar en forma con algo una vez que lo has creado».
La mujer de Dylan, Sara, estuvo presente en los últimos conciertos. En el último concierto, Dylan introdujo uno de los temas preferidos de su mujer, «Mr. Tambourine Man». Acompañado por Hudson al acordeón, fue la segunda vez que Dylan interpretó la canción durante la gira, y no fue incluida en Before the Flood.

## Recepción
Como la primera gira de Dylan desde 1966, recibió una gran cantidad de cobertura mediática y demostró ser muy rentable. Con unas entradas vendidas a un precio de 9,50 dólares, una suma elevada para 1974, la gira recibió 5,5 millones de correos solicitando entradas. Vendidas exclusivamente por correo, el promotor Bill Graham afirmó que había solicitudes de pedidos por correo por un total de más de doce millones de entradas para el medio millón de asientos disponibles para todos los conciertos.
Según el biógrafo Clinton Heylin, se estimó que cerca del 4% de la población de los Estados Unidos envió un total de 92 millones de dólares en forma de cheques y giros postales para ver a Dylan en concierto. Aunque los conciertos fueron recibidos con gran entusiasmo, Dylan declaró más tarde haber odiado cada minuto de la gira, aunque la evidencia sugiere que se trata de una exageración. En cualquier caso, Levon Helm se hizo eco de estos sentimientos, y escribió en su autobiografía que «la gira fue muy buena para nuestros bolsillos, pero simplemente no fue un viaje muy apasionado para cualquiera de nosotros».
El álbum en directo Before the Flood, publicado en junio de 1974, incluyó un ejemplo representativo de la gira, con grabaciones de los conciertos de Filadelfia, Nueva York, Seattle, Oakland y Los Ángeles.

## Personal
- Bob Dylan: voz, guitarra acústica, guitarra rítmica, armónica y piano
- Rick Danko: voz y bajo
- Levon Helm: voz y batería
- Garth Hudson: órgano, sintetizador y clavinet
- Richard Manuel: voz, piano, órgano y batería
- Robbie Robertson: guitarra principal

## Conciertos
| Fecha      | Ciudad                    | País           | Escenario                        |
| ---------- | ------------------------- | -------------- | -------------------------------- |
| 09/01/1974 | Toronto, Ontario          | Canadá         | Maple Leaf Gardens               |
| 10/01/1974 | Toronto, Ontario          | Canadá         | Maple Leaf Gardens               |
| 11/01/1974 | Montreal, Quebec          | Canadá         | Montreal Forum                   |
| 12/01/1974 | Montreal, Quebec          | Canadá         | Montreal Forum                   |
| 14/01/1974 | Boston (Massachusetts)    | Estados Unidos | Boston Garden                    |
| 15/01/1974 | Landover, Maryland        | Estados Unidos | Capital Centre                   |
| 16/01/1974 | Landover, Maryland        | Estados Unidos | Capital Centre                   |
| 17/01/1974 | Charlotte, North Carolina | Estados Unidos | Charlotte Coliseum               |
| 19/01/1974 | Pembroke Pines, Florida   | Estados Unidos | Hollywood Sportatorium           |
| 21/01/1974 | Atlanta, Georgia          | Estados Unidos | The Omni                         |
| 22/01/1974 | Atlanta, Georgia          | Estados Unidos | The Omni                         |
| 23/01/1974 | Memphis, Tennessee        | Estados Unidos | Mid-South Coliseum               |
| 25/01/1974 | Fort Worth, Texas         | Estados Unidos | Tarrant County Convention Center |
| 26/01/1974 | Houston, Texas            | Estados Unidos | Hofheinz Pavilion                |
| 28/01/1974 | Uniondale, New York       | Estados Unidos | Nassau Coliseum                  |
| 29/01/1974 | Uniondale, New York       | Estados Unidos | Nassau Coliseum                  |
| 30/01/1974 | New York City, New York   | Estados Unidos | Madison Square Garden            |
| 31/01/1974 | New York City, New York   | Estados Unidos | Madison Square Garden            |
| 02/02/1974 | Ann Arbor, Míchigan       | Estados Unidos | Crisler Arena                    |
| 03/02/1974 | Bloomington, Indiana      | Estados Unidos | Assembly Hall                    |
| 04/02/1974 | San Luis, Misuri          | Estados Unidos | St. Louis Arena                  |
| 06/02/1974 | Denver, Colorado          | Estados Unidos | Denver Coliseum                  |
| 09/02/1974 | Seattle, (Washington)     | Estados Unidos | Seattle Center Coliseum          |
| 11/02/1974 | Oakland, California       | Estados Unidos | Oakland-Alameda County Coliseum  |
| 13/02/1974 | Inglewood, California     | Estados Unidos | The Forum                        |
| 14/02/1974 | Inglewood, California     | Estados Unidos | The Forum                        |